# قلع (جراحة)
بوصفها طريقة جراحية عامة، يشير مصطلح القلع إلى الاستئصال الجراحي للكتلة دون قطعها أو تشريحها.
يشير القلع إلى إزالة مقلة العين ذاتها مع ترك الأنسجة المحيطة سليمة.

## قلع أكياس الفم والأورام
في سياق أمراض الفم، يشير مصطلح القلع إلى إزالة جميع الأنسجة (سواء المادية وغير المادية) المشاركة في الآفة.
ينطوي الاستئصال على إزالة الورم (استئصال الرحم)، عادة ما يتم هذا النوع من الاستئصال.